# Нагрудный знак «Изобретатель СССР»
«Изобретатель СССР» — нагрудный знак; выдавался в СССР автору (каждому соавтору) изобретения с первым авторским свидетельством, зарегистрированным в Государственном реестре изобретений СССР после 20 августа 1973 года, при подтверждении факта использования изобретения в народном хозяйстве.

## История
Введён на основании Постановления ЦК КПСС и Совета Министров СССР от 20 августа 1973 г. № 575, совместным постановлением Государственного комитета Совета Министров СССР по делам изобретений и открытий и Всесоюзного общества изобретателей и рационализаторов от 12 декабря 1974 года.

## Награждение и вручение
Нагрудный знак выдавался Государственным комитетом Совета Министров СССР по делам изобретений и открытий или органами Всесоюзного общества изобретателей и рационализаторов. Вручение производилась, как правило, на собраниях и слётах. В авторском свидетельстве (на левой стороне разворота) делалась отметка «Нагрудный знак выдан», которая заверялась печатью организации, выдавшей знак. Нагрудный знак «Изобретатель СССР» носится на правой стороне груди.
Награждённые, статьи о которых есть в Википедии: Награждённые нагрудным знаком «Изобретатель СССР».